# 艾伦·凯
阿倫·科提斯·凱伊（英語：Alan Curtis Kay，1940年5月17日—），美国计算机科学家，在面向对象编程和窗口式图形用户界面方面作出了先驱性贡献，他是Smalltalk的最初設計者。2003年获得图灵奖。担任研究院（Viewpoints Research Institute）院长到2018年，加州大学洛杉矶分校兼职教授。曾任蘋果公司院士，惠普公司资深院士。

## 早期的生活
1940年，阿伦·凯出生於麻省的斯普林菲爾德。童年在澳大利亚度過。二次大战時，回到美国，住在麻省海德莱鎮外的约翰逊农舍。母亲是音乐家。1949年舉家迁往长岛，1961年在丹佛讲解吉他课程。1968年秋，與西摩爾·派普特認識，开始學習Logo语言。為了發展Dynabook, 阿倫甚至發明了Smalltalk编程语言，吸取了Simula的類（class）的概念，並發展出圖形使用者介面，即是蘋果麥金塔電腦的原型。1970年，鲍勃·泰勒成立帕羅奧多研究中心，阿伦·凯成為第一个雇员，他建立学习研究工作组（LRC）。1972年，帕羅奧多研究中心发布了的第一个版本。1979年，凯邀请乔布斯、傑夫·拉斯金来到帕羅奧多研究中心参观，乔布斯对视窗图形用户界面印象深刻。
1983年，凯离开全錄，担任Atari Inc.首席科学家兼副总裁。1984年，阿伦·凯加入了苹果的Apple Advanced Technology Group。1996年，阿伦·凯加入了迪斯尼公司，任華特迪士尼幻想工程的副总裁，开发Squeak软件。1996年11月，開始研究Etoys系統。2001年6月，阿伦·凯离开迪斯尼，創辦，致力於為兒童，學習，和先進的軟件開發。2001年10月25日，阿伦·凯在日本东京演講“个人电脑革命已经结束了吗？”。2002年11月26日，阿伦·凯加盟惠普，2005年7月20日惠普解散了，阿伦·凯離開惠普。

## 獎項與榮譽
- 2002: Telluride Tech Festival Award，科羅拉多州
- 2003年：ACM 圖靈獎
- 2004年：京都獎
- 榮譽教授，柏林藝術大學。